# Louis Monmerqué
Pour les articles homonymes, voir Monmerqué.

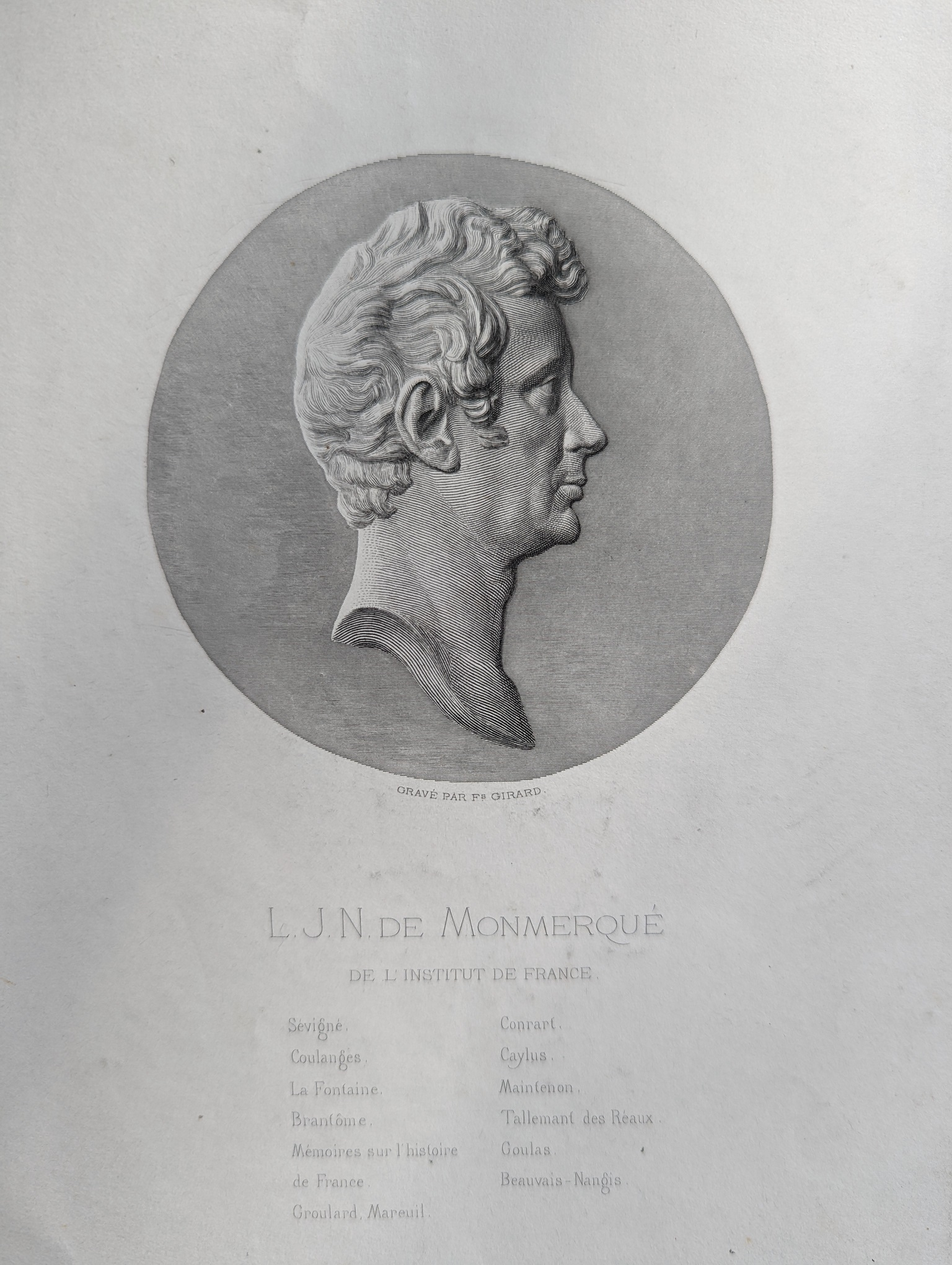
Louis-Jean-Nicolas Monmerqué

Louis Jean Nicolas Monmerqué, né le 6 décembre 1780 à Paris où il est mort le 1er mars 1860, est un biographe, historien de la littérature et éditeur critique français, membre de l'Institut.

## Biographie
Louis-Jean-Nicolas Monmerqué-Desrochais (ou Monmerqué des Rochais) naît le 6 décembre 1780 à Paris dans une famille de la bonne bourgeoisie, à la lisière de la noblesse : son père a un poste important à la régie des vivres et sa mère est fille d'un secrétaire du roi
Juriste de formation, il devient juge et fait tout sa carrière à la Cour de Paris. Comme président de la cour d'assises, il dirige les débats lors du procès des sergents de La Rochelle.
On lui doit des notices, souvent biographiques (Brantôme, 1823 ; Madame de Maintenon, 1828 ; Jean Ier, 1844, in-8°) et surtout des éditions de documents anciens (mémoires et correspondances), entre autres : Collection de mémoires relatifs à l’histoire de France, depuis Henri IV jusqu’à la paix de Paris, avec Claude-Bernard Petitot (1819-1829, 130 vol. in-8°) ; Lettres de Madame de Sévigné (1818-1819, 10 vol. in-8°), édition reprise et remaniée par Adolphe Régnier dans la Collection des grands écrivains (1861-1867, 11 vol. in-8°) ; Lettres choisies de Mme de Sévigné et de ses amis à l'usage de la jeunesse (1828, Paris, J. J. Blaise, 2 t. in-18°) ; Historiettes de Tallemant des Réaux (1831, 6 vol. in-8°) ; avec l'aide de Francisque Michel, il écrivit Théâtre français du Moyen Âge (d'après des livres de la bibliothèque du Roi), du XIe au XIVe siècle (1839, in-8°), etc.
Ses travaux lui ont valu d’entrer à l’Académie des inscriptions et belles-lettres en 1833. Selon Dibdin, il était également membre de la Société des bibliophiles français. Il apporta son concours au Bulletin du Bibliophile, que le libraire-éditeur Joseph Techener avait fondé avec Charles Nodier en 1834.
Au cours de son édition des Mémoires de M. de Coulanges (1820), il consulte les papiers des Arnauld à la bibliothèque de l'Arsenal et emprunte pour cela des documents. Il ne les rend jamais, si bien que Léopold Delisle, administrateur de la Bibliothèque nationale doit intervenir auprès d'Armand Fallières, alors ministre de l'Instruction publique et des Beaux-Arts, lors de la vente qui suit son décès (1884) afin que ces pièces réintègrent la bibliothèque,.
Il avait épousé Catherine-Euphrosine de Malinguehem, dont il a eu 4 enfants. Il se remaria avec Marie-Caroline Richard de Sendrecourt,. Il meurt le 1er mars 1860 et est inhumé au cimetière du Père-Lachaise.

## Sources
- Gustave Vapereau, Dictionnaire universel des littératures, Paris, Hachette, 1876, p. 1424.
- Notice du CTHS mentionnant quelques sociétés savantes dont il était membre.